# Державний кордон Парагваю

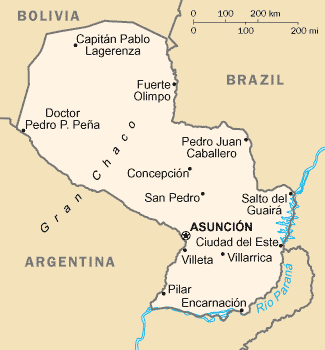
Карта Парагваю

Державний кордон Парагваю — державний кордон, лінія на поверхні Землі та вертикальна поверхня, що проходить по цій лінії, що визначають межі державного суверенітету Парагваю над власними територією, водами, природними ресурсами в них і повітряним простором над ними.

## Сухопутний кордон
Загальна довжина кордону — 4655 км. Парагвай межує з 3 державами. Уся територія країни суцільна, тобто анклавів чи ексклавів не існує.
Ділянки державного кордону
| Держава   | Ділянка         | Довжина (км) | Прикордонні регіони | Примітки |
| --------- | --------------- | ------------ | ------------------- | -------- |
| Аргентина | південь         | 2531         |                     |          |
| Болівія   | північний захід | 753          |                     |          |
| Бразилія  | схід            | 1371         |                     |          |

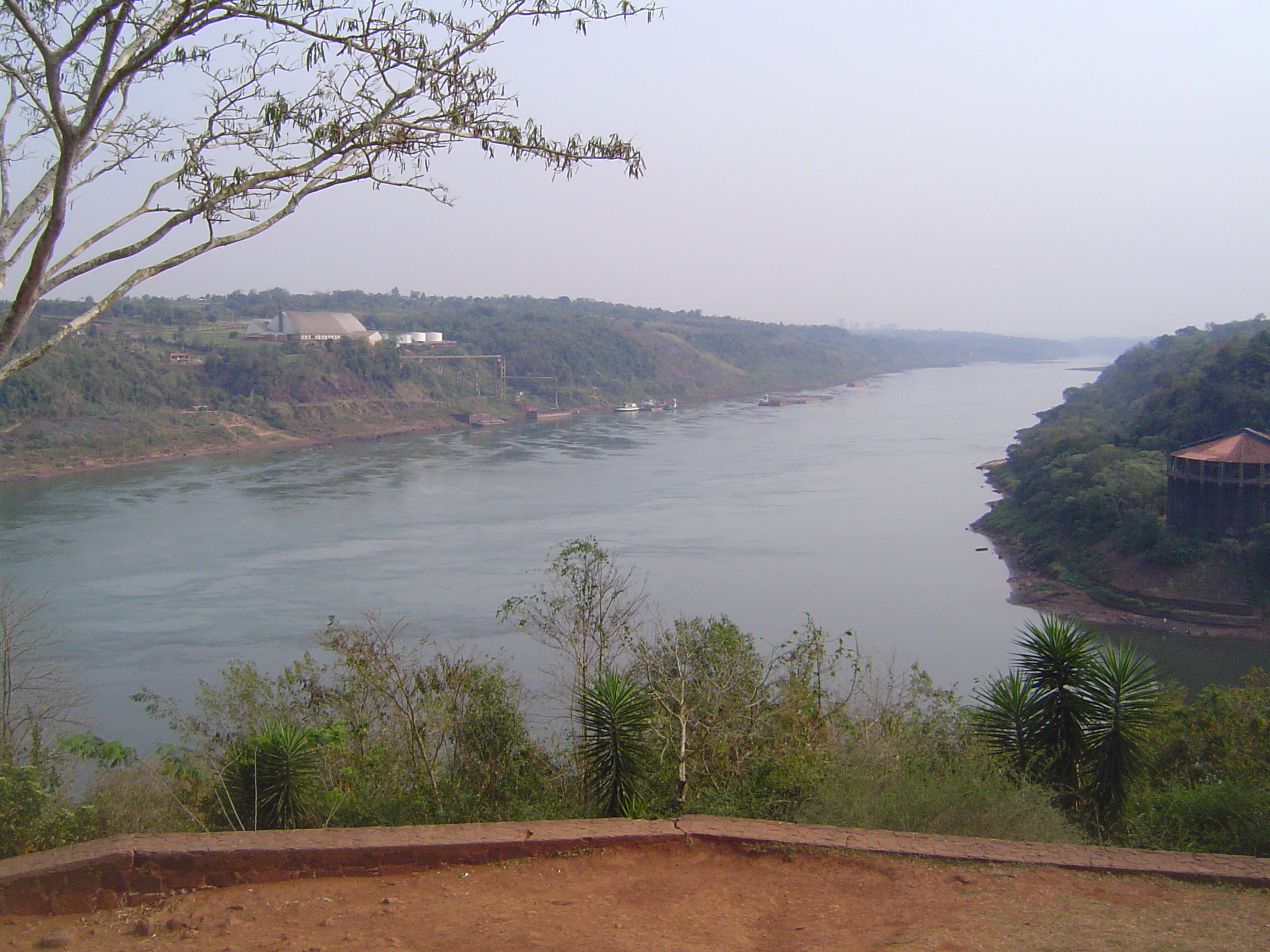
Потрійний кордон (трифінія) Бразилії, Аргентини і Парагваю

Парагвай не має виходу до вод Світового океану.